# Volvo Amazon

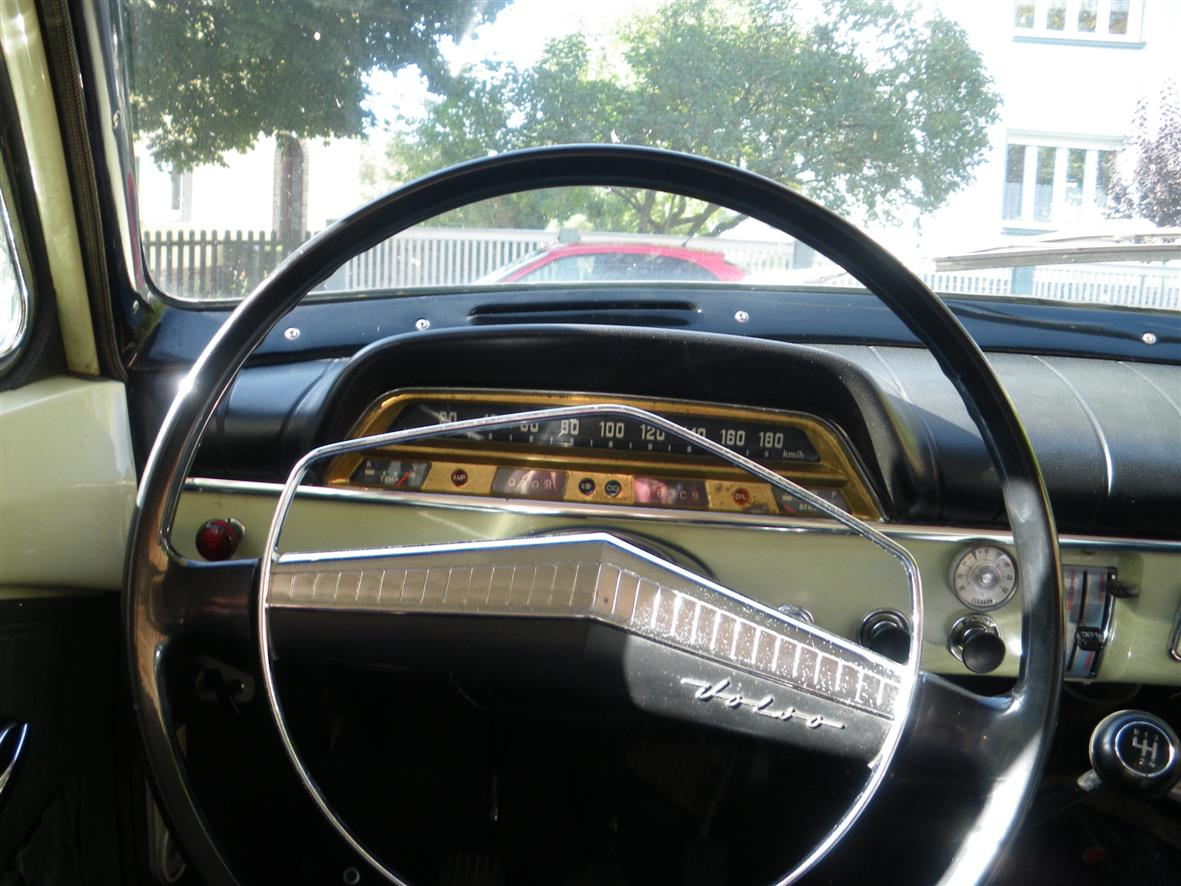
Armaturenbrett Volvo Amazon 1966 mit Bandtacho

Der Volvo Amazon war ein Mittelklassewagen des schwedischen Automobilherstellers Volvo. Außerhalb Skandinaviens wurde das Modell zumeist als Serie 120/130 vermarktet.
Zwischen 1957 und Juli 1970 wurden 667.293 Wagen produziert. Das Modell wurde außerhalb Schwedens als 120er-Reihe bezeichnet, da der Name „Amazon“ bereits für den deutschen Zweiradhersteller Kreidler geschützt war, der in vielen Absatzmärkten zeitgleich das Moped „Kreidler Amazone“ vertrieb. Später setzte sich aber auch über die Grenzen Skandinaviens hinaus die Bezeichnung Amazon für das Volvo-Modell durch. Im ersten Produktionsjahr hieß es offiziell noch „Amason“, was später in das „weltoffenere“ Amazon geändert wurde.

## Modellgeschichte

### Allgemeines
Der Amazon war der erste viertürige Volvo mit selbsttragender Karosserie und nach dem 1944 vorgestellten PV 444 das zweite Großserienauto aus Göteborg. Mit einem Exportanteil von mehr als 60 % erschloss der Wagen für Volvo nicht nur die wichtigsten europäischen Märkte, sondern war auch in den USA erfolgreich. Für den US-Markt und für Deutschland, Österreich und die Schweiz wurde 1966 das stärkste Modell 123 GT mit 103 PS (nach DIN gemessen; 76 kW) vorgestellt. Davor gab es mit dem 122 SR in kleiner Stückzahl eine Version mit 128 PS (94 kW).
Mit dem Modell legte Volvo den Grundstein für seinen späteren Erfolg als Automobilhersteller und begründete seinen Ruf als Hersteller besonders sicherer Automobile. Ab Ende der 1950er Jahre wurden Crashtests durchgeführt und als Ergebnis daraus erhielten die beiden Modelle PV 544 und P 121 Amazon ab 1959 als erste Automobile weltweit serienmäßig Dreipunkt-Sicherheitsgurte auf den Vordersitzen.

### Entwicklung
Der Amazon wurde im Herbst 1956 präsentiert. Er hatte den wassergekühlten Frontmotor und das Fahrwerk des PV 544 mit dem gleichen Radstand und einzeln an doppelten, ungleich langen Querlenkern aufgehängten Vorderrädern, Gemmer-Lenkung, einer angetriebenen starren Hinterachse an vier Längslenkern und Panhardstab sowie Schraubenfedern und Teleskopstoßdämpfern an allen Rädern. Die damals moderne Pontonform der Karosserie wurde in der neuen Designabteilung von Volvo von dem Schweden Jan Wilsgaard gestaltet, der sich am italienischen Alfa Romeo 1900 orientierte. Die stark gewölbte Rückscheibe ermöglichte zusammen mit den zierlichen Dachpfosten eine gute Rundumsicht. Der ab 1962 gebaute Kombi hatte eine geteilte Heckklappe, deren untere Hälfte nach hinten geklappt wurde, was die Beladung erleichterte.
Im März 1958 wurde zusätzlich der Amazon S (P 122 S) mit einem Zweivergasermotor und 83 PS (61 kW) Leistung präsentiert. Im August 1961 wurde der Hubraum von 1,6 Litern (Motor B 16) auf 1,8 Liter vergrößert und die bisher dreifach gelagerte Kurbelwelle bekam fünf Lager. Gleichzeitig gab es eine 12-Volt-Anlage und vordere Scheibenbremsen für den Amazon S, die beim schwächeren Typ erst später eingesetzt wurden. Ab August 1963 war der Wagen mit einem Automatikgetriebe von Borg-Warner lieferbar, mit Zweikreisbremse und geteilter Lenksäule ab August 1967.
Die Limousine wurde als Viertürer bis Juli 1967 hergestellt. Die Produktion der im Oktober 1961 eingeführten zweitürigen Version wurde als letztes Modell im Juli 1970 im schwedischen Torslanda eingestellt. Der fünftürige Kombi (P 221) war von Februar 1962 bis Mai 1969 in Produktion.
Um den Importzoll der EWG zu vermeiden, wurde der Wagen ab 1965 im Volvo-Werk in Gent (Belgien) aus Teilesätzen montiert, die aus Schweden geliefert wurden.
Ab 1968 hatte der Motor 2,0 Liter Hubraum (Motor B 20).

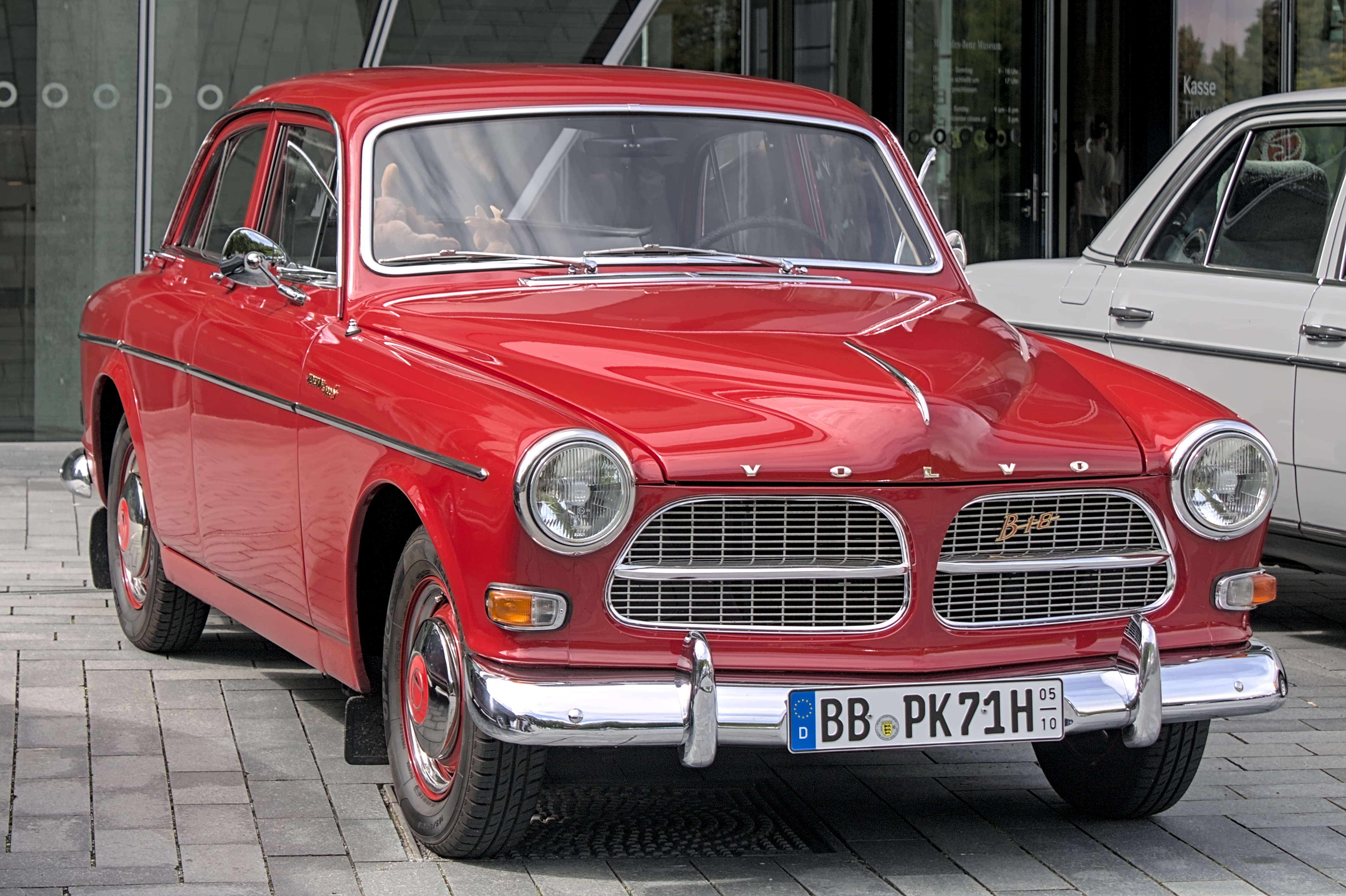
Volvo Amazon Viertürer (1956–1961)
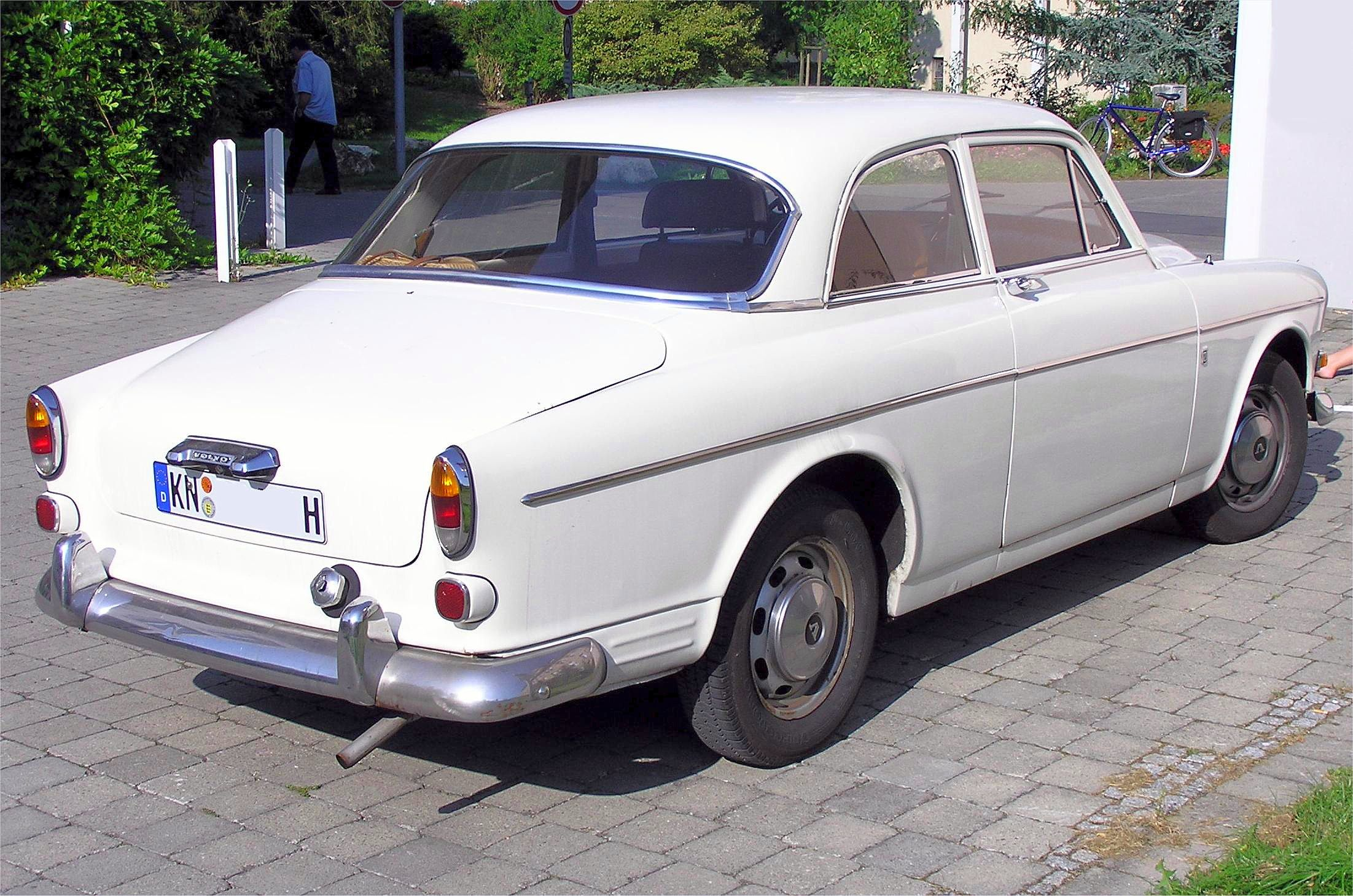
Volvo Amazon Zweitürer (1964–1967)
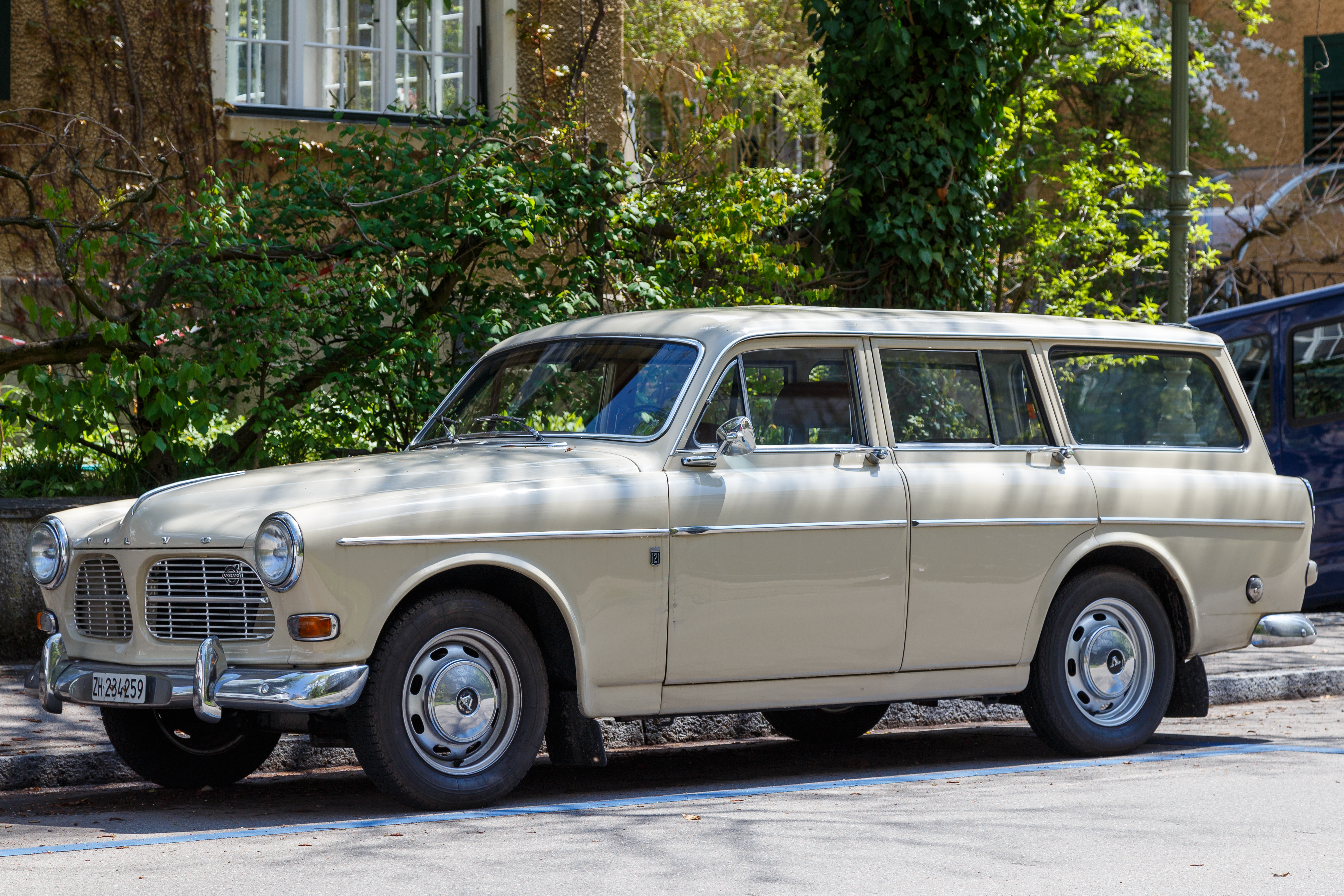
Volvo Amazon Kombi
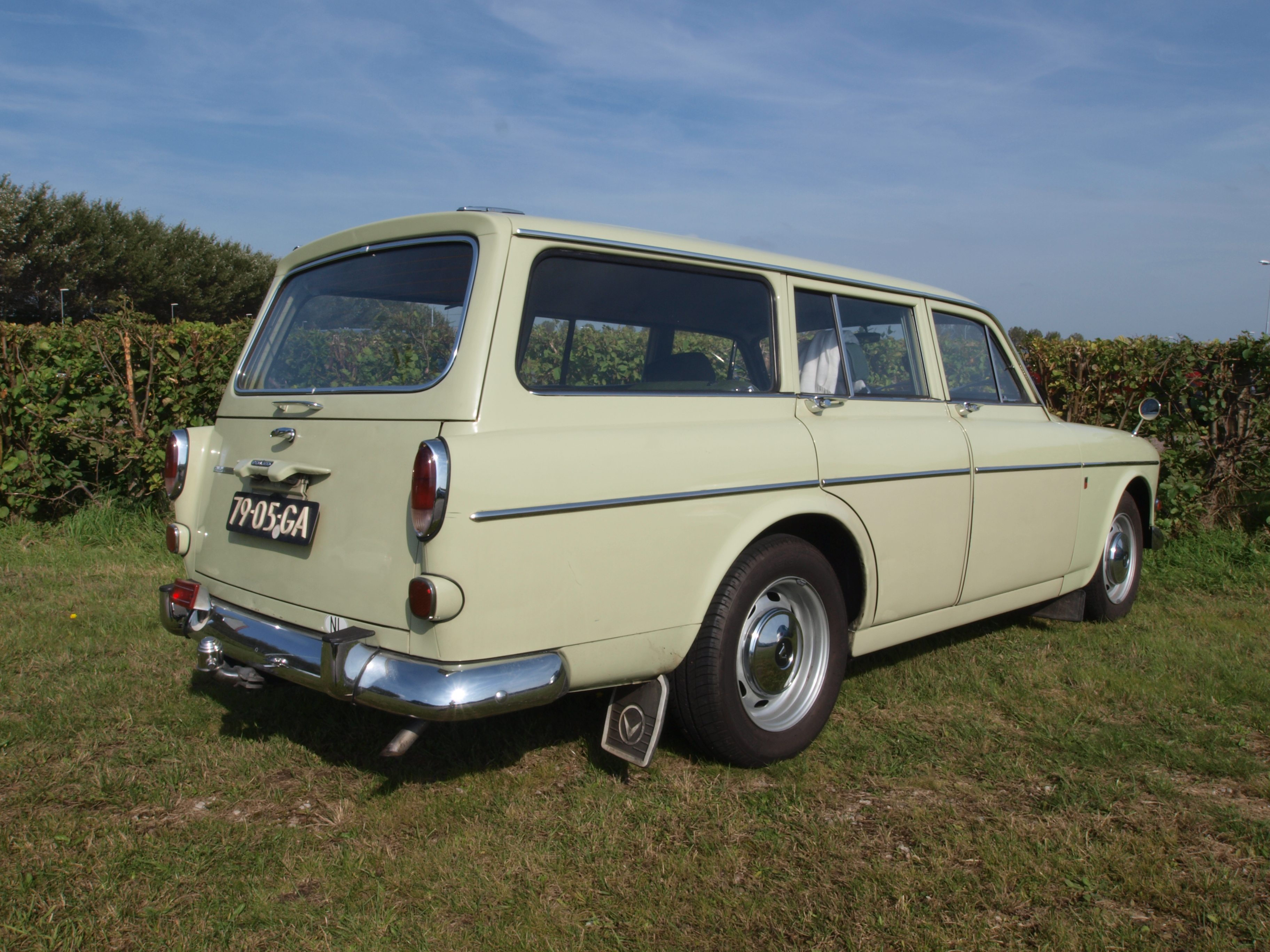
Volvo Amazon Kombi (1967–1969)
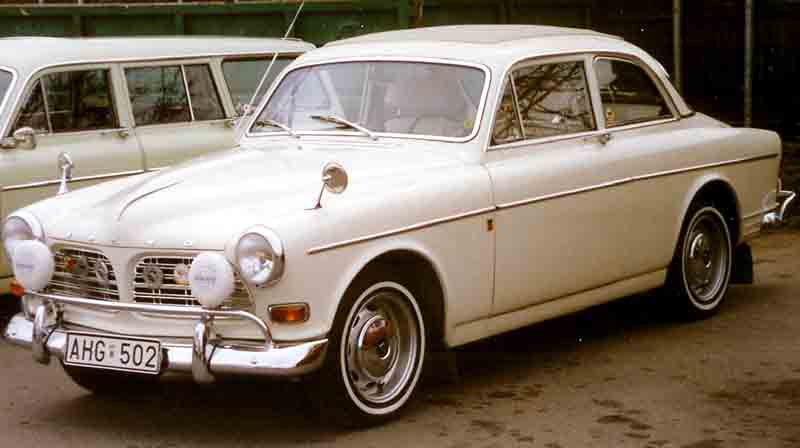
Volvo 123 GT (1967–1970)
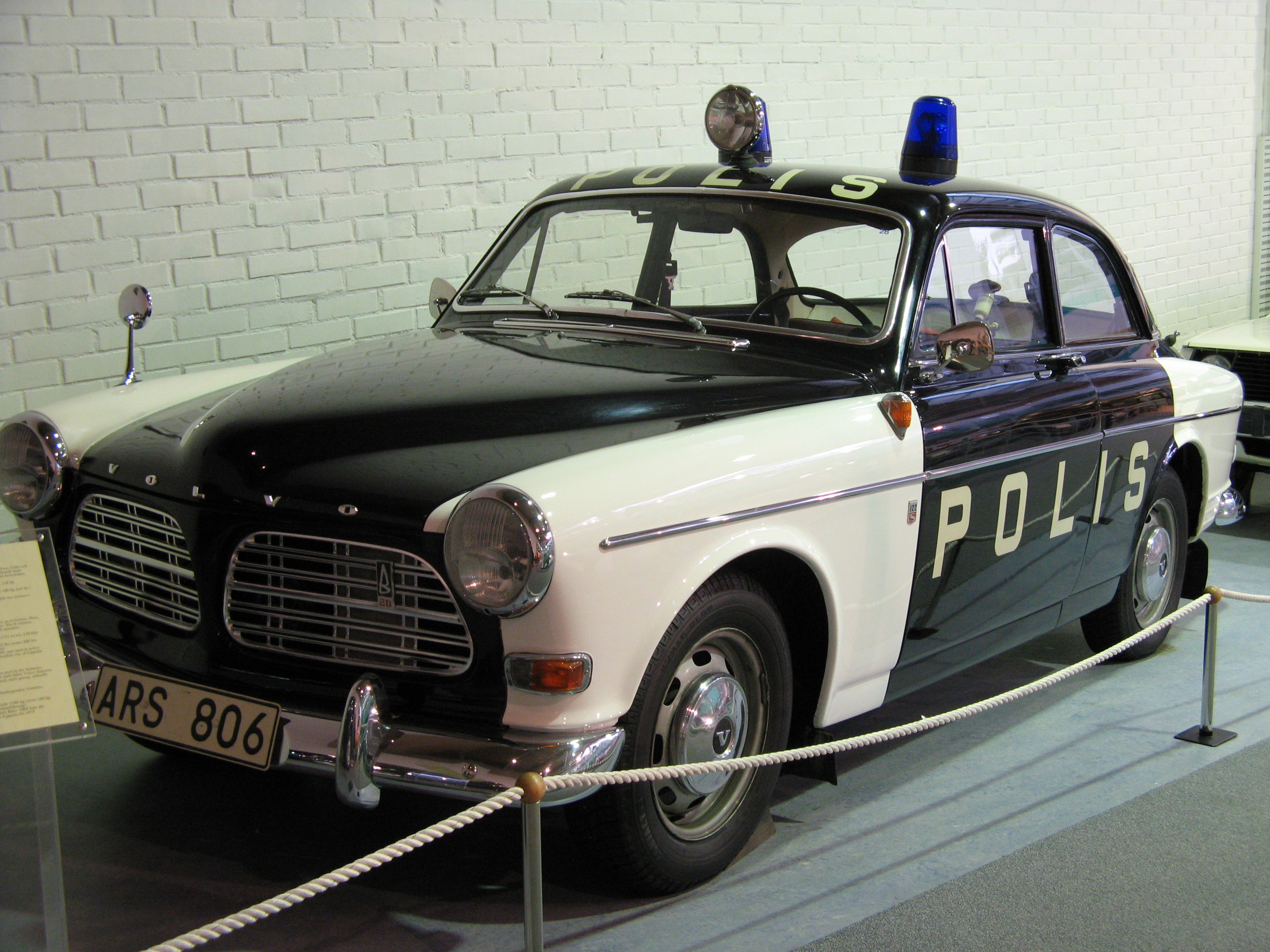
Volvo Amazon (1969) Polizeiwagen in Schweden

## Modellpflege
Trotz der langen Bauzeit unterscheiden sich die Baujahre des Volvo Amazon äußerlich nur geringfügig. Die markantesten Unterschiede der Fahrzeuge sind am zweigeteilten Kühlergrill und am Griff des Kofferdeckels.
Die ersten Fahrzeuge hatten um die beiden Öffnungen des Kühlergrills einen breiten Chromrand mit einem ebenfalls verchromten breiten Mittelsteg. Dahinter befand sich ein Grill aus gleichmäßig geformten kleinen Rechtecken. Der Kofferdeckel wies einen zweigeteilten Griff auf.
Ab 1958 hatte der Volvo Amazon als erstes Großserienfahrzeug serienmäßig Sicherheitsgurte. Gleichzeitig wurde der Kofferraumdeckelgriff geändert. Er war nun einteilig mit einem integrierten Volvo-Emblem.
Ab 1962 wurde der breite Chromrand an den Öffnungen des Kühlergrills deutlich schmaler, lediglich ein breiterer Mittelsteg blieb. Der Grill selbst hatte jetzt 9 senkrechte und 12 waagerechte Verstrebungen.
1964 (Modelljahr ’65) wurde der Kofferdeckelgriff abermals modifiziert. Er war nun wesentlich schmaler mit einem Volvo-Schriftzug in der Mitte. Der Kühlergrill wies nur noch drei senkrechte und zehn waagerechte Streben pro Öffnung auf. Die Räder waren nun nicht mehr in Wagenfarbe lackiert, sondern einheitlich matt silbern mit Kühllöchern für die jetzt serienmäßigen Scheibenbremsen vorn, auf den Radkappen wurde das große rot hinterlegte „V“ durch ein kleines, schwarz hinterlegtes ersetzt.
1966 (Modelljahr ’67) kam im Kühlergrill dann noch neben jede der drei senkrechten Streben pro Öffnung eine weitere in kurzem Abstand parallel hinzu. Im Sommer desselben Jahres bekam der Amazon ein neues Vierspeichenlenkrad. Statt des großen, sich nach oben in umgekehrtem V „verjüngenden“ Signalrings gab es nun zwei verchromte Huptasten. Dieses Lenkrad gab es ab 1971 auch für den Volvo 142/144/164.
Ab 1969 wurde die Ausstattung des Amazon nach dem Erscheinen der neuen Modelle Volvo 140 und Volvo 164 schlichter. So entfielen die Zierleisten an der Regenrinne wie auch auf der Motorhaube. Die hinteren Ausstellfenster hatten einfachere Griffe und die vorderen Stoßstangenhörner wurden eingespart. Auch der Innenraum gestaltete sich kärglicher: Hier fehlten die Türtaschen, die Handbremse verlor ihre Sicherheitsöse und es wurden keine Liegesitzbeschläge mehr angeboten.

## Typen
Modellbezeichnungen:

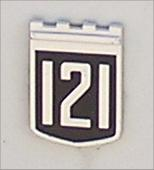
Emblem eines Volvo 121

- 121: viertürige Stufenhecklimousine mit Einvergasermotor, ab Oktober 1956
- 122 S: viertürige Stufenhecklimousine mit Zweivergasermotor, ab 1958
- 123 GT: zweitürige Stufenhecklimousine mit B18B-/B20-(Zweivergaser)-Motor, ab 1967
- 131: zweitürige Stufenhecklimousine mit Einvergasermotor, ab Oktober 1961
- 221: fünftüriger Kombi mit Einvergasermotor, ab Februar 1962

Karosserien:
- P120: viertürige Stufenhecklimousine, gebaut von Oktober 1956 bis Juli 1967; Stückzahl: 234.200
- P130: zweitürige Stufenhecklimousine, gebaut von Oktober 1961 bis Juli 1970; Stückzahl: 359.900
- P220: fünftüriger Kombi, gebaut von Februar 1962 bis Mai 1969; Stückzahl: 73.200

|                        | B16 A                 | B16 B                 | B18 A                 | B18 A                 | B18 D                 | B18 D                 | B18 D                 | B18 B                 | B20 A                 | B20 B                 |
| ---------------------- | --------------------- | --------------------- | --------------------- | --------------------- | --------------------- | --------------------- | --------------------- | --------------------- | --------------------- | --------------------- |
| Modelle                | 121                   | 122 S                 | 121, 131, 221         | 121, 131, 221         | 122 S                 | 122 S                 | 122 S                 | 123 GT                | 121, 131, 221         | 122 S, 123 GT         |
| Bauzeitraum            | 10/1956–07/1961       | 10/1956–07/1961       | 08/1961–08/1966       | 08/1966–07/1968       | 08/1961–08/1965       | 08/1965–08/1966       | 08/1966–07/1968       | 08/1967–07/1968       | 08/1968–07/1970       | 08/1968–07/1970       |
| Motorart               | Viertakt-Ottomotor    | Viertakt-Ottomotor    | Viertakt-Ottomotor    | Viertakt-Ottomotor    | Viertakt-Ottomotor    | Viertakt-Ottomotor    | Viertakt-Ottomotor    | Viertakt-Ottomotor    | Viertakt-Ottomotor    | Viertakt-Ottomotor    |
| Motorbauart            | 4-Zylinder-Reihemotor | 4-Zylinder-Reihemotor | 4-Zylinder-Reihemotor | 4-Zylinder-Reihemotor | 4-Zylinder-Reihemotor | 4-Zylinder-Reihemotor | 4-Zylinder-Reihemotor | 4-Zylinder-Reihemotor | 4-Zylinder-Reihemotor | 4-Zylinder-Reihemotor |
| Gemischaufbereitung    | Einvergaser           | Doppelvergaser        | Einvergaser           | Einvergaser           | Doppelvergaser        | Doppelvergaser        | Doppelvergaser        | Doppelvergaser        | Einvergaser           | Doppelvergaser        |
| Ventilsteuerung        | OHV-Ventilsteuerung   | OHV-Ventilsteuerung   | OHV-Ventilsteuerung   | OHV-Ventilsteuerung   | OHV-Ventilsteuerung   | OHV-Ventilsteuerung   | OHV-Ventilsteuerung   | OHV-Ventilsteuerung   | OHV-Ventilsteuerung   | OHV-Ventilsteuerung   |
| Hubraum                | 1580 cm³              | 1580 cm³              | 1780 cm³              | 1780 cm³              | 1780 cm³              | 1780 cm³              | 1780 cm³              | 1780 cm³              | 1990 cm³              | 1990 cm³              |
| Bohrung × Hub          | 79,40 mm × 80 mm      | 79,40 mm × 80 mm      | 84,14 mm × 80 mm      | 84,14 mm × 80 mm      | 84,14 mm × 80 mm      | 84,14 mm × 80 mm      | 84,14 mm × 80 mm      | 84,14 mm × 80 mm      | 88,90 × 80 mm         | 88,90 × 80 mm         |
| max. Leistung          | 44 kW (60 PS)         | 56 kW (76 PS)         | 50 kW (68 PS)         | 55 kW (75 PS)         | 59 kW (80 PS)         | 63 kW (86 PS)         | 66 kW (90 PS)         | 71 kW (96 PS)         | 60 kW (82 PS)         | 76 kW (103 PS)        |
| max. Drehmoment        |                       |                       | 142 Nm bei 2300/min   | 142 Nm bei 2300/min   | 142 Nm bei 3200/min   | 142 Nm bei 3200/min   | 142 Nm bei 3200/min   | 145 Nm bei 3500/min   | 157 Nm bei 2300/min   | 152 Nm bei 3500/min   |
| Verdichtungsverhältnis | 7,4 : 1               | 8,2 : 1               | 8,5 : 1               | 8,7 : 1               | 8,5 : 1               | 8,6 : 1               | 8,7 : 1               | 10,0 : 1              | 8,7 : 1               | 9,3 : 1               |

Getriebe:
- H6: Dreigang manuell (bis Januar 1958)
- M4: Viergang manuell (bis Juli 1961)
- M30: Dreigang manuell
- M31: Dreigang manuell mit Overdrive
- M40: Viergang manuell
- M41: Viergang manuell mit Overdrive
- BW35: Dreigang-Automatik (ab August 1963 als Sonderausstattung)

## Auslandsproduktion
Motor Assemblies in Südafrika montierte ab 1961 fast 14.000 Exemplare dieses Modells. Bei DiVolvo in Chile entstanden außerdem von 1962 bis 1970 fast 3000 Exemplare. Von Volvo Canada wurde das Modell in Dartmouth (Nova Scotia), einem Vorort von Halifax, unter dem Namen Canadian montiert.